# Camponotus phragmaticola
Camponotus phragmaticola é uma espécie de inseto do gênero Camponotus, pertencente à família Formicidae.